# Друга шлезвізька війна
Друга шлезвізька війна (дан. 2. Slesvigske Krig) — війна, що тривала 1 лютого — 30 жовтня 1864 року, між Данією та коаліцією Пруссії й Австрії. Велася за Шлезвізьке, Гольштейнське і Лауенбурзьке герцогства, які контролювала Данія. Вважається першою з воєн у процесі об'єднання Німеччини навколо Пруссії. Пруссько-австрійську коаліцію підтримували держави Німецького союзу; на боці Данії також билися ісландці та добровольці з Швеції. Основні бої проходили на данській території, зокрема під Дюббеле і Альсі. У квітні пруссько-австрійські сили прорвали данську оборону й на 14 липня окупували весь Ютландський півострів. За умовами Віденського договору Данія віддала Пруссії та Австрії контроль над герцогствами, втративши близько 40% своєї території та населення.

## Назва
- Друга шлезвізька війна (дан. 2. Slesvigske Krig) — у данській історіографії; на противагу успішній Першій шлезвізькій війні.
- Німецько-данська війна (нім. Deutsch-Dänischer Krieg) — в німецькій та про-німецькій історіографії.

## Причини
У середині XIX століття між Данією і Пруссією виникло суперництво через герцогства Шлезвіг і Гольштейн, які перебували в особистій унії з Данією. 1848 року почалась війна, що продовжилася до 1850 року (дивися Дансько-пруська війна 1848-1850). Після її закінчення колишній статус герцогств був підтверджений Лондонськими протоколами 1850 і 1852 років. Але в листопаді 1863 року в Данії була прийнята нова конституція, по якій Шлезвіг приєднувався до Данського королівства. Австрія і Пруссія за підтримки ряду держав Німецького союзу сприйняли цей крок як порушення колишніх домовленостей. Вони висунули Данії вимогу скасувати конституцію і окупували Гольштейн, а також німецьке герцогство Лауенбург, на яке претендувала Данія. А 16 січня Австрія і Пруссія оголосили Данії ультиматум з вимогою відновити статус Шлезвіга. В кінці січня Данія відхилила ультиматум.

## Перебіг

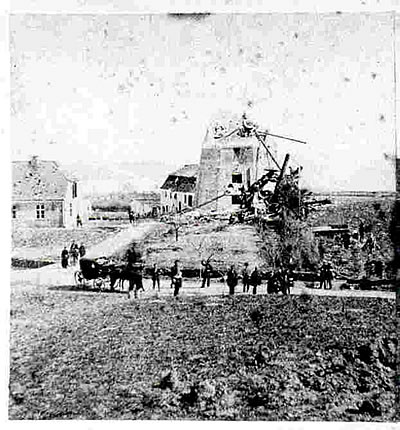
Руїни Дюбельського млина після битви у квітні 1864 р.

- 1 лютого 1864 пруссько-австрійські сили вдерлася до Данії, вступивши на територію герцогства Шлезвіг.
- 3 лютого австрійці розбили данські сили під Конгсхеєм (Кенігсгюгелем).
- 6 лютого пруссаки розбили данців при Арнісі.
- 18 лютого частина прусських гусар перетнула дансько-прусський кордон у Північному Шлезвігу, й захопила містечко Колдінг
- 22 лютого прусські війська перейшли в наступ і атакували передову лінію данців, відкинувши їх до основної лінії оборони біля Дюббеля.
- 8 березня Бісмарк змусив австрійців відправити їхні основні сили вглиб Данії. У жорстокому бою вони захопии Вайле. Данці відступили до Горсенса.
- 15 березня прусська артилерія з Броагера почала обстрілювати данські позиції біля Дюббеля.
- 17 березня прусська армія здобула ряд перемог біля Дюббеля, але прусський флот, що намагався зняти данську морську блокаду з Шлезвіга і Гольштейна, був розбитий під Ясмундом.
- 28 березня прусські війська здійснили атаку Дюббельських шанців, але вона захлинулася.
- 2 квітня прусська артилерія почала бомбардування містечка Сендерборг; до 18 квітня було випущено 65 тисяч снарядів по данських позиціях.
- 4 квітня прусські війська знову атакували Дюббель, але данці відкинули їх назад.
- 18 квітня, о 10 ранку, після артпідготовки 10 тисяч прусських солдат штурмували Дюббельські укріплення і нарешті здобули Дюббельський форт. Відчайдушна контратака данської 8-ї бригади була безуспішною. Втрати данської сторони склали близько 1700 вояків.
- 25 квітня, за наказом данського військового міністра, командувач сухопутних сил Данії генерал Люндінг залишив містечко Фредерісія, яке тримали в облозі австрійці. Того ж дня почалася конференція в Лондоні, щодо припинення війни і мирного врегулювання територіальної суперечки за Шлезвіг.
- 9 травня відбулася битва при Гельголанді, яка поклала край данській морській блокаді.
- 12 травня учасники Лондонської конференції домовилися про перемир'я. Проте бойові дії спалахнули знову, оскільки угоди про кордони не було досягнуто. Прусська армія продовжила бомбардування Сендерборга.
- 26 травня пруссаки почали обстрілювати острів Альс.
- 24 червня Пруссія та Австрія дійшли згоди, що Шлезвіг буде відібраний у Данії.
- 25 червня Лондонська конференція була зірване через позицію Данія, яка відмовилася віддавати Шлезвіг.
- 29 червня відбулася битва за Альс, в ході якої прусські війська штурмом, під артилерійським вогнем, здобули острів. Це була остання велика битва війни.
- 30 червня полк лейб-гвардії принца Данського, останній підрозділ данської армії, покинув територію Шлезвігу.
- 3 липня данські сили під командуванням генерал-лейтенанта Бека безуспішно атакували прусські сили біля Лундбі. Це було останнє воєнне зіткнення в ході війни.
- 14 липня пруссько-австрійські сили окупували усю територію Ютландського півострова, що належав Данії. Данський уряд був змушений піти на перемир'я і відновити мирні переговори на менш вигідних умовах.
- 1 серпня 1864 року сторони підписали попередні домовленості, за якими данський король зрікався своїх прав у герцогствах Шлезвіг і Гольштейн на користь імператора Австрії та короля Пруссії.
- 30 жовтня було укладено Віденський договір, за яким Данія віддала Шлезвіг, Гольштейн і Лауенбург прусському й австрійському урядам. Крім цього данців змусили здати анклави у західному Шлезвігу, які не були частиною герцогства, а безпосередньо належали Данській короні. Данія втратила 40% своєї території й 38,5% населення.

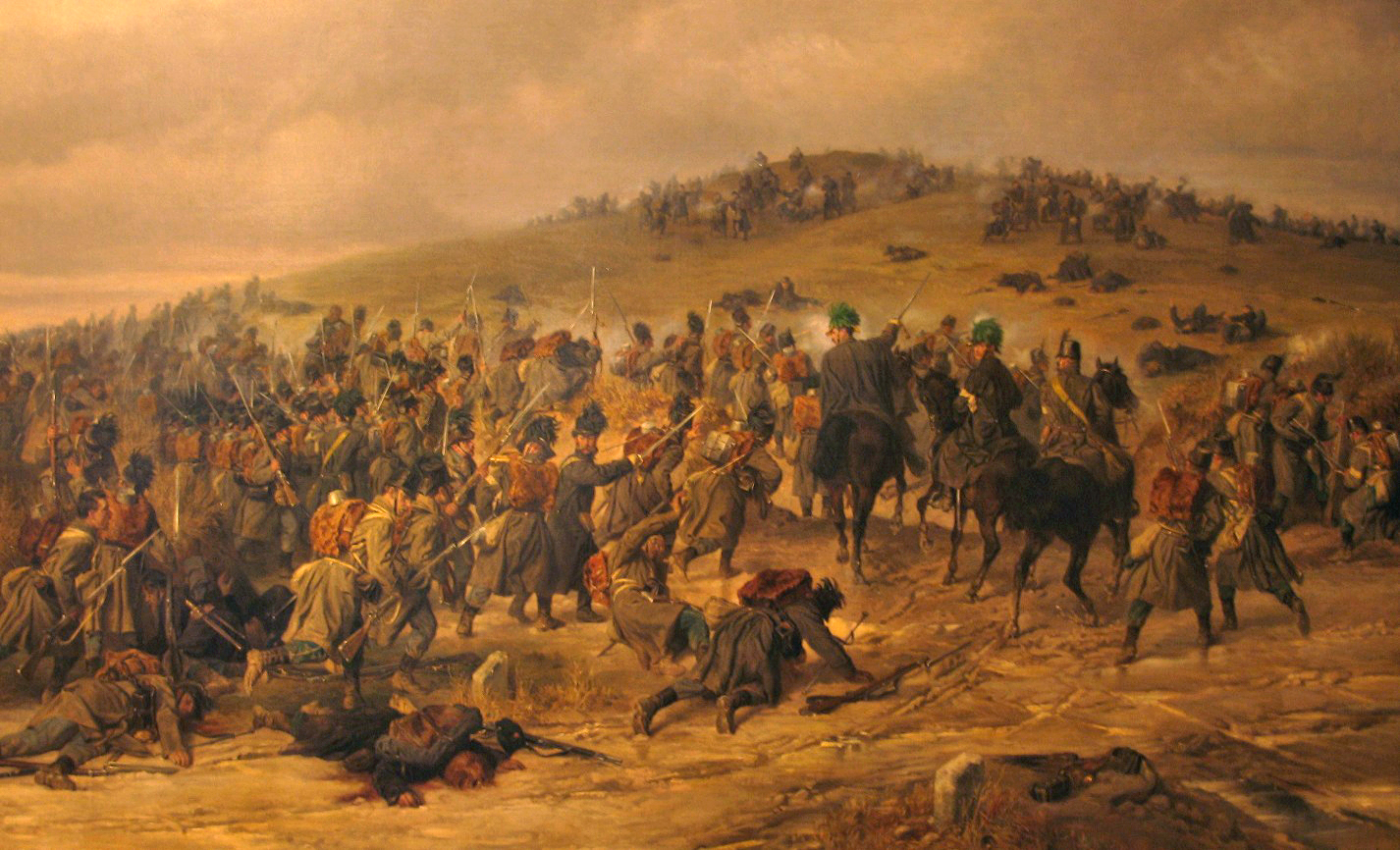
Битва при Конгсхеї (Кенігсгюгелі) 3 лютого
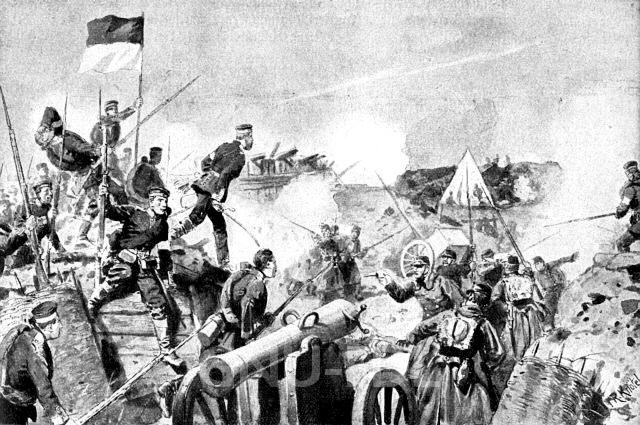
Бої під Дюббеле 18 квітня
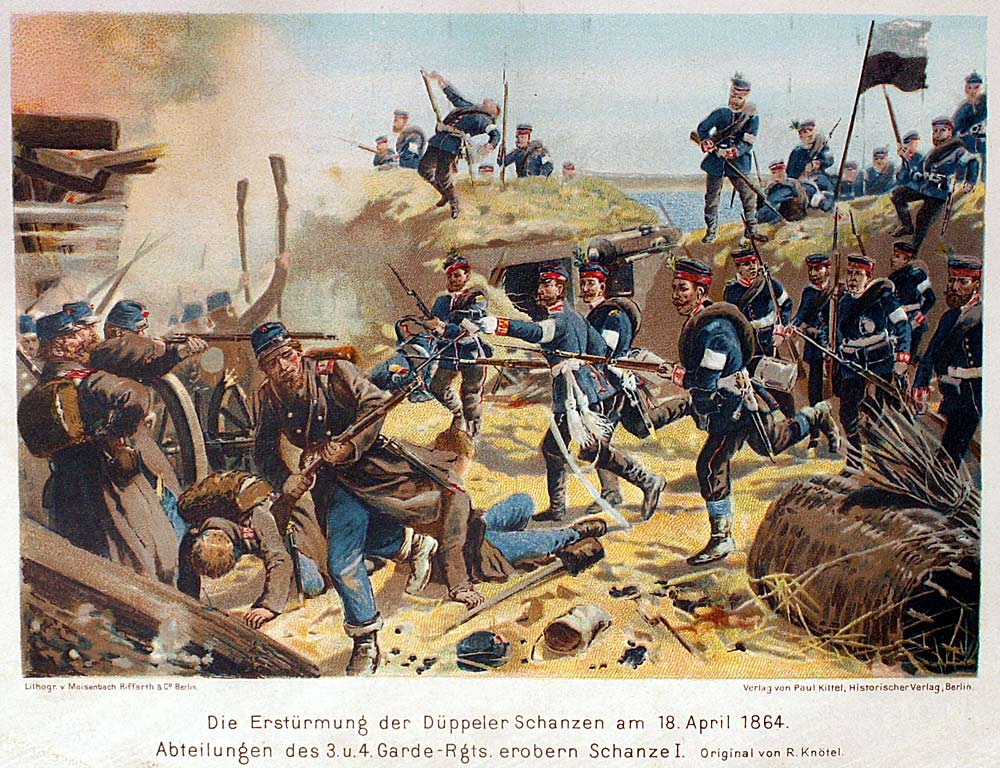
Штурм Дюббеля 18 квітня
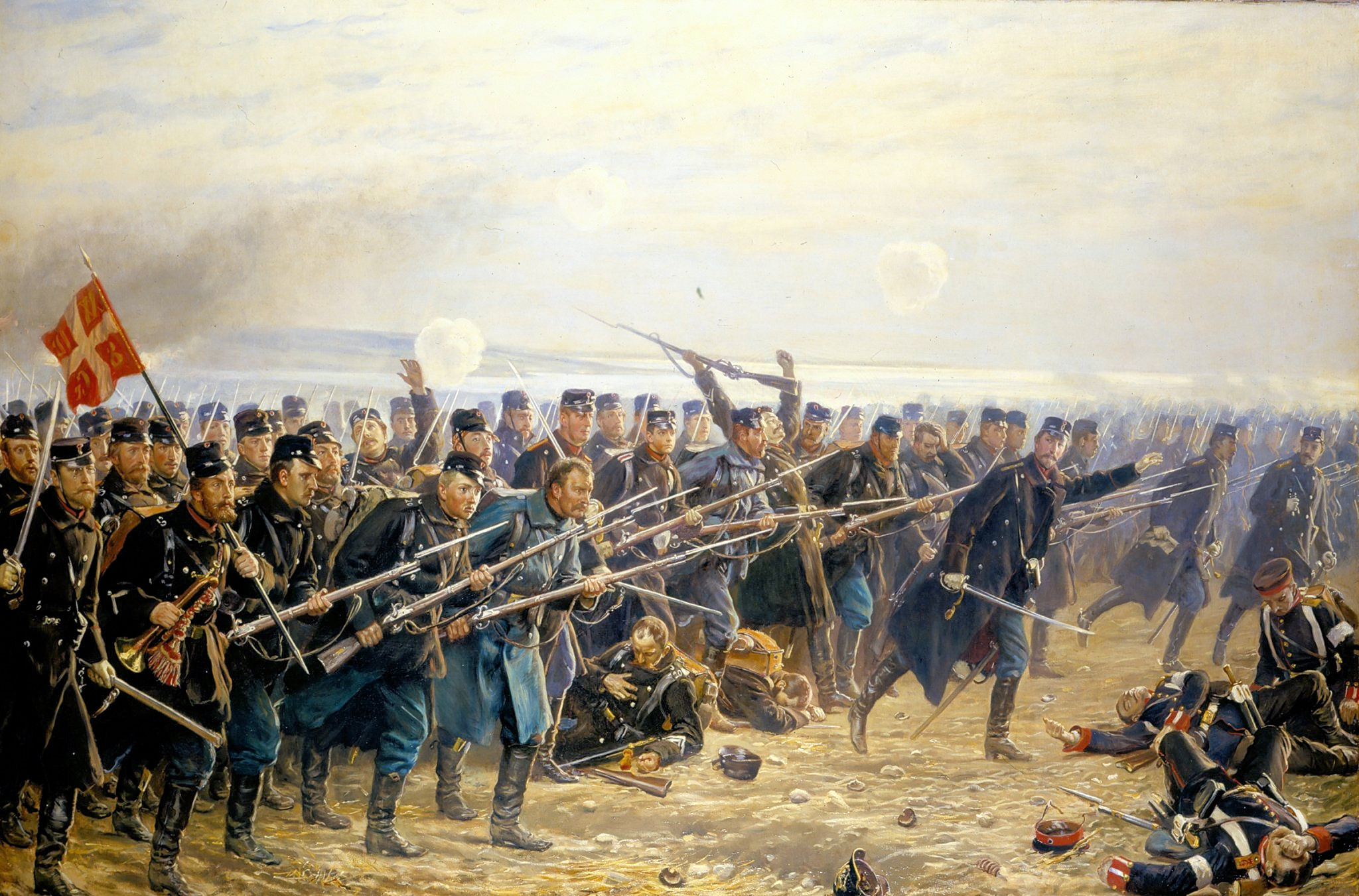
Контратака 8-ї бригади 18 квітня
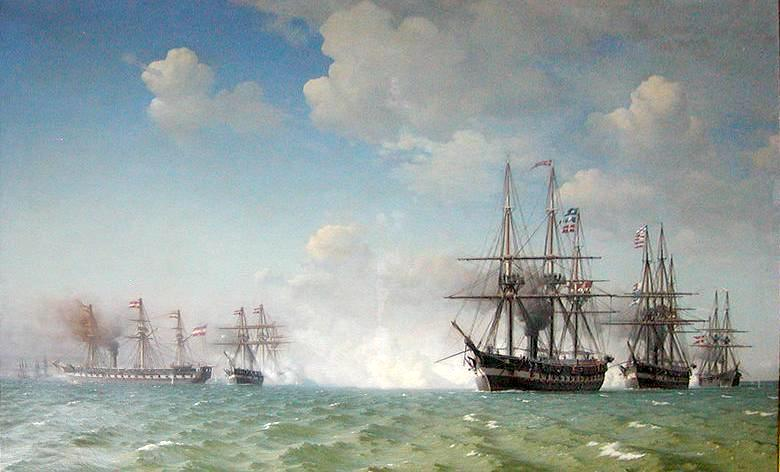
Битва при Гельголанді 9 травня
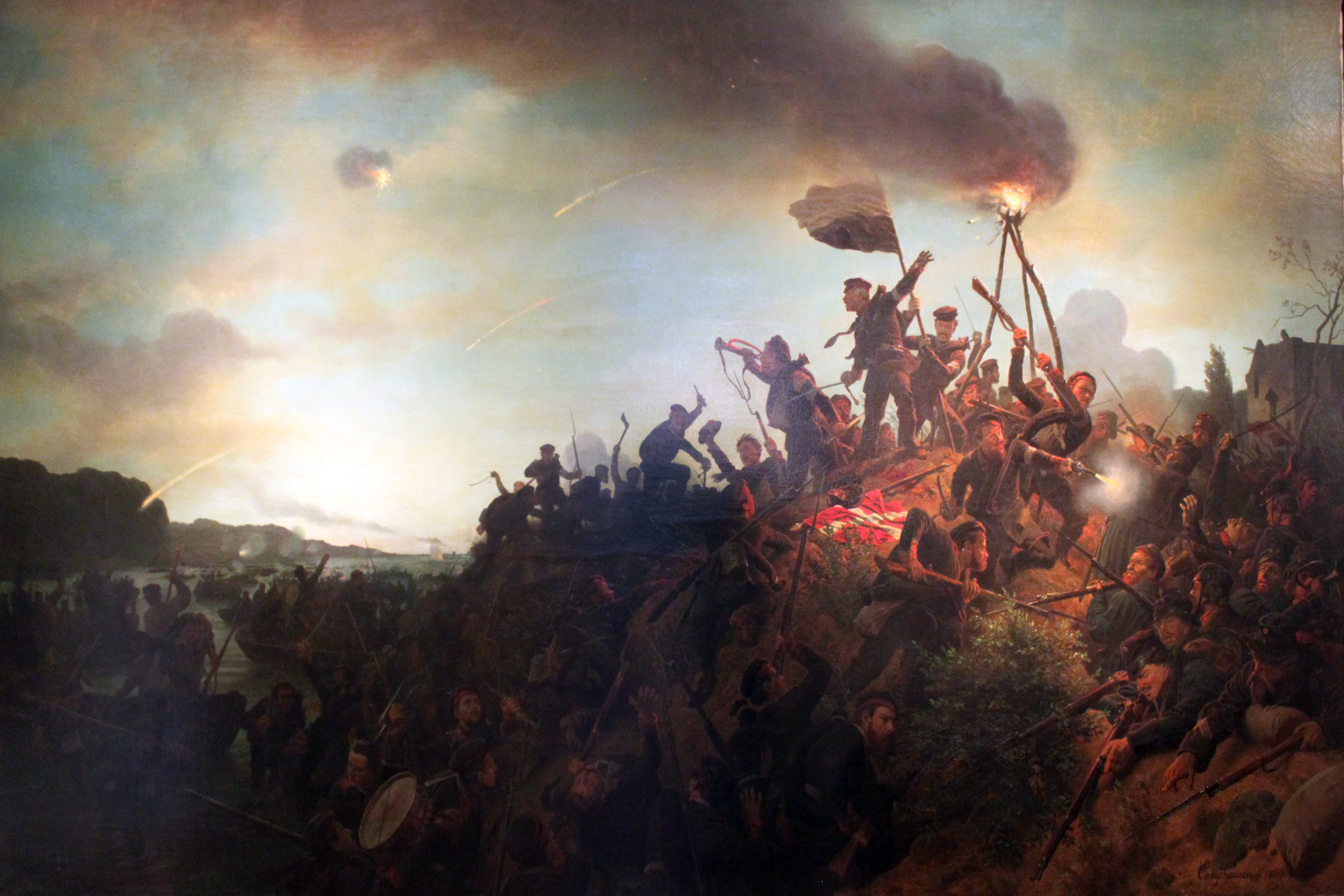
Штурм Альса 29 червня

## Підсумки
Лише до кінця жовтня 1864 конфлікт був урегульований повністю, і 30 жовтня в Відні був підписаний мирний договір. Данія відмовилася від своїх домагань на Лауенбург, Шлезвіг і Гольштейн. Герцогства були оголошені спільними володіннями Прусії та Австрії, причому Шлезвігом відтепер управляла Пруссія, а Гольштейном — Австрія. Ця війна стала важливим етапом на шляху об'єднання Німеччини під гегемонією Пруссії.
| Країни  | Населення 1864 р. | Військо | Убито | Поранено | Померло від ран | Померло від захворювань |
| ------- | ----------------- | ------- | ----- | -------- | --------------- | ----------------------- |
| Пруссія | 19 255 139        | 42 933  | 422   | 1 705    | 316             | 280                     |
| Австрія | 34 400 000        | 26 303  | 227   | 812      | 14              | 259                     |
| Всього  | 53 655 139        | 69 236  | 649   | 2517     | 330             | 539                     |
| Данія   | 1 700 000         | 51 700  | 1422  | 3 987    | 836             | 756                     |
| Всього  | 55 355 139        | 120 936 | 2071  | 6504     | 1166            | 1295                    |

## Карти

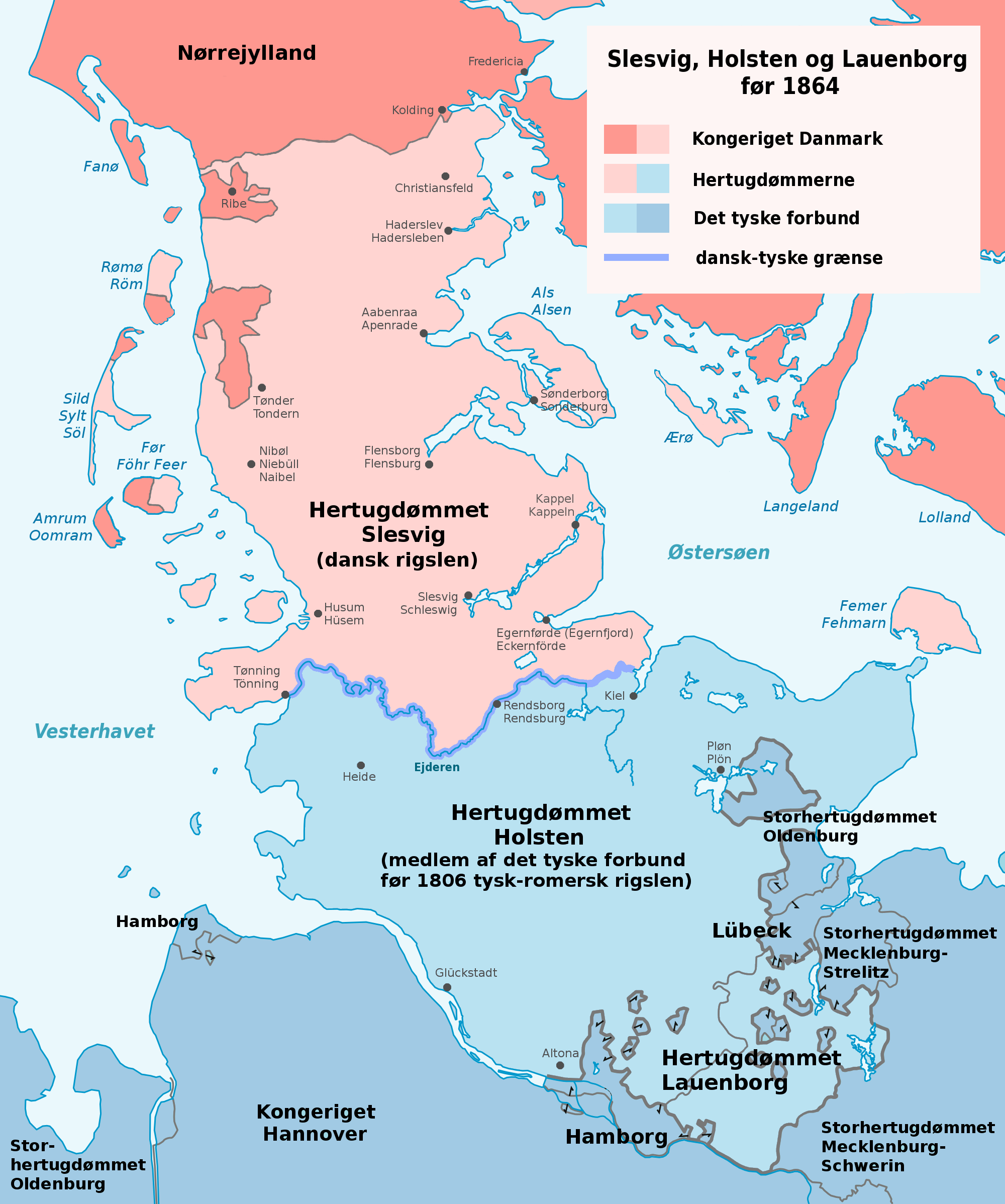
До війни
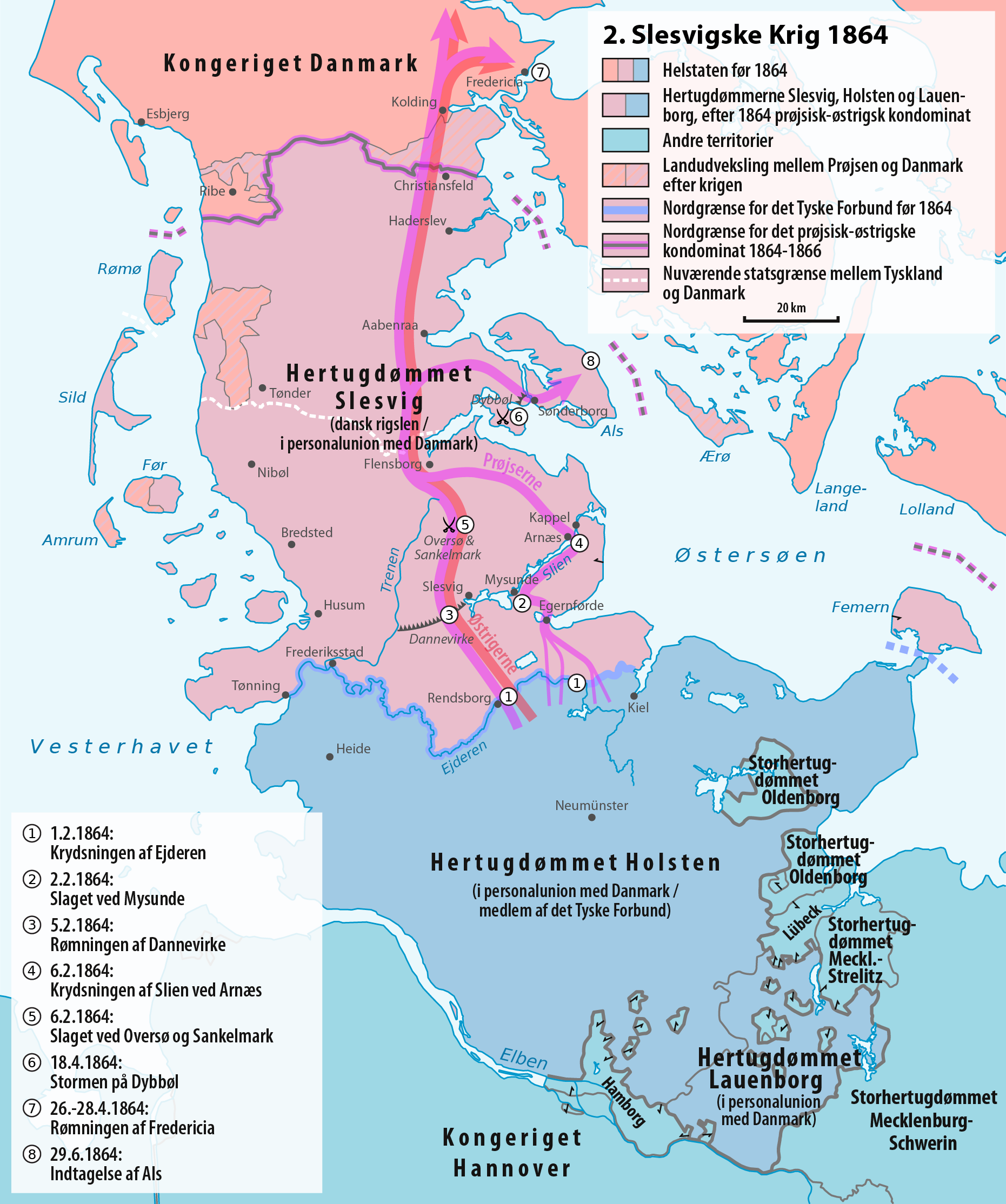
Воєнні дії
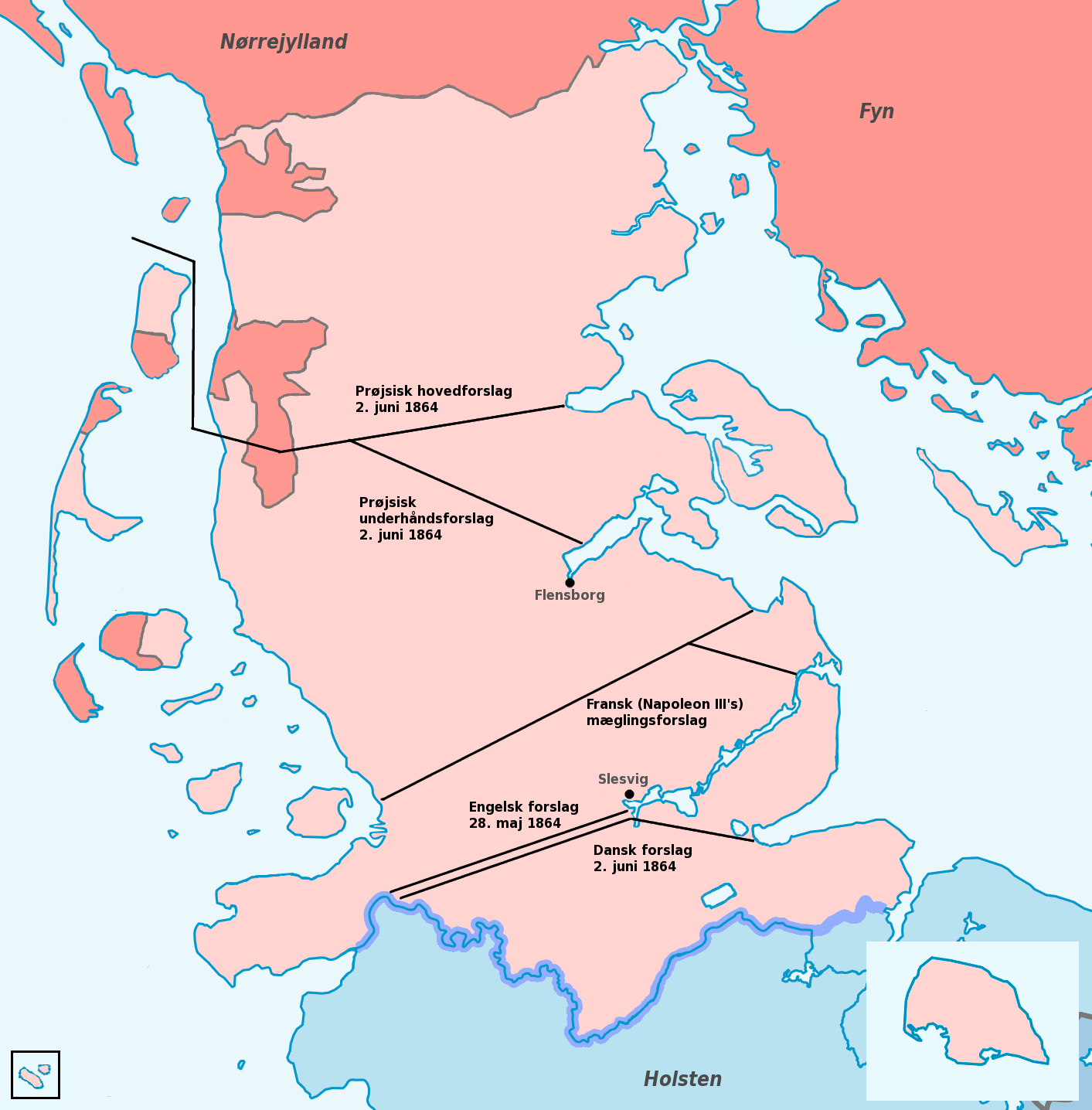
Проекти кордонів
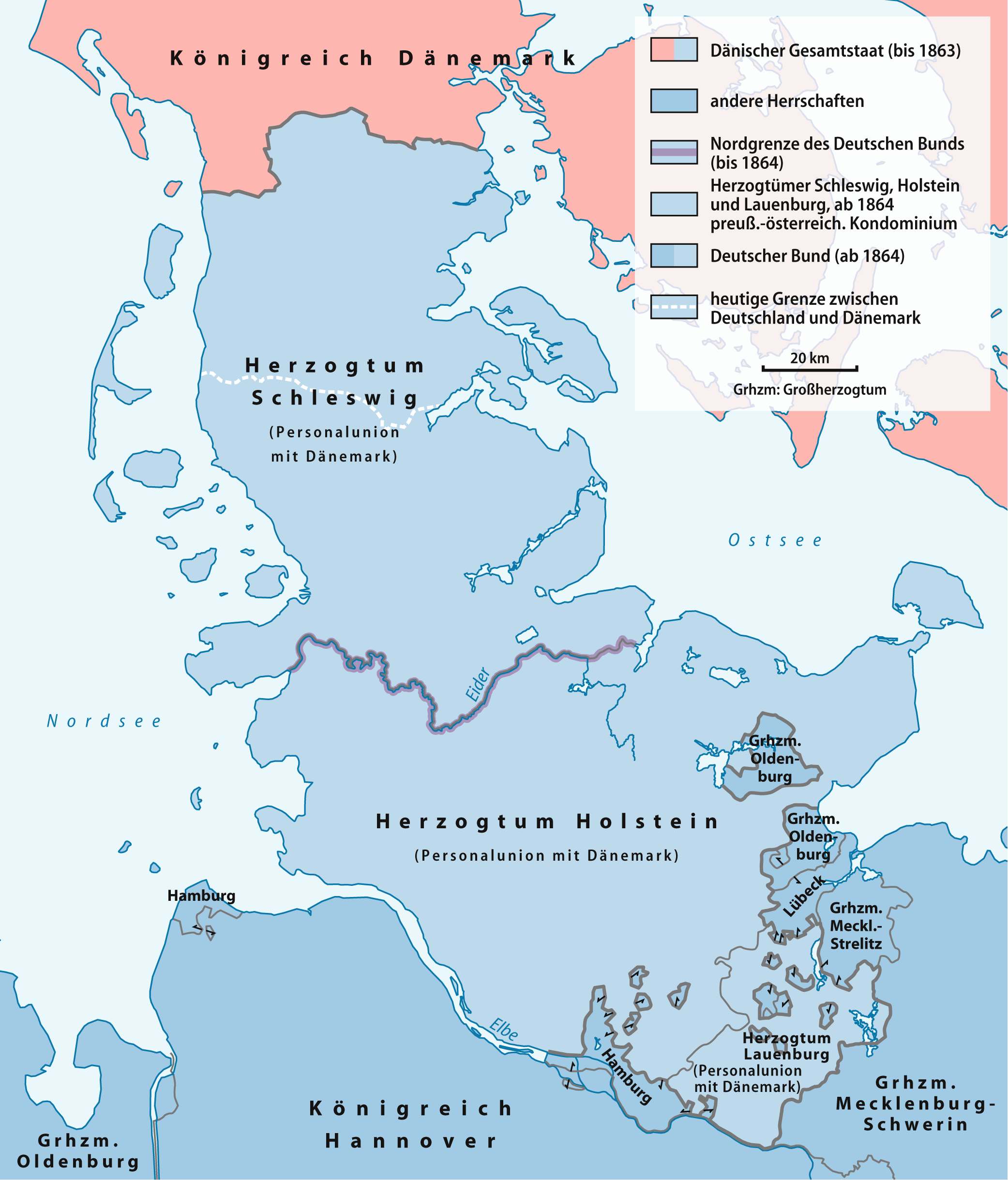
Після війни

## У культурі

### Кінематограф
- 1864 (телесеріал)

### Монографії
- Alberts, K. Düppel 1864. Schleswig-Holstein zwischen Dänemark und Preußen. Boyens Buchverlag, 2013.
- Buk-Swienty, T. Slagtebænk Dybbøl – 18. april 1864 – historien om et slag. København: Gyldendal, 2008.
- Clemmesen, M.; Frantzen, O.; Friis, T. Danmarks krigshistorie. København: Gad, 2010.
- Ganschow, J.; Haselhorst, O.; Ohnezeit, M. Der Deutsch-Dänische Krieg 1864. Graz: Vorgeschichte – Verlauf – Folgen. Ares, 2013.
- Embree, M. Bismarck’s first war. The campaign of Schleswig and Jutland 1864. Solihull, 2007.
- Jung, F. 1864. Der Krieg um Schleswig-Holstein. Hamburg: Ellert & Richter Verlag für Schleswig-Holsteinischer Zeitungsverlag, 2014.
- Nielsen, J. Der Deutsch-Dänische Krieg 1864. Kobenhavn: Tøjhusmuseet, 1991.
- Trinius, A. Geschichte des Krieges gegen Dänemark 1864. Rockstuhl, 2011,
- Vogel, W. Entscheidung 1864, das Gefecht bei Düppel im Deutsch-Dänischen Krieg und seine Bedeutung für die Lösung der deutschen Frage. Bonn: Bernard & Graefe, 1996.
- Военная энциклопедия издания Сытина. Т. 7, стр. — 619
- Мерников А. Г., Спектор А. А. Всемирная история войн. — Минск., 2005.
- Taylor, A.J.P. The Struggle for Mastery in Europe: 1818—1918 (1954) pp 142–55

### Статті
- Jessen-Klingenberg, M. Der Krieg von 1864. // Grenzfriedenshefte, 1989, Nr. 1, S. 3–15 (Standpunkte zur neueren Geschichte Schleswig-Holsteins. Malente, 1998, S. 99–108).

### Довідники
- Германо-Датская война [Архівовано 2 грудня 2020 у Wayback Machine.] // Энциклопедический словарь Брокгауза и Ефрона. Санкт-Петербург, 1893, Т. 8, С. 512—513.